# Wolfgang Caspar Printz
Wolfgang Caspar Printz (* 10. Oktober 1641 in Waldthurn, Oberpfalz; † 13. Oktober 1717 in Sorau) war ein Musikschriftsteller, Komponist und Romanautor.

## Leben
Printz war Sohn eines oberpfälzischen Försters. Er besuchte Lateinschulen in Vohenstrauß und Weiden. Dort erlernte er das Spiel mehrerer Instrumente. 1659 immatrikulierte er sich für ein Theologiestudium an der Universität Altdorf, wo ihm der dortige Mathematikprofessor Abdias Trew musiktheoretische Grundlagen vermittelte. Wohl infolge eines konfessionellen Dissenses brach Printz das Studium in Altdorf Anfang 1661 ab. Eine folgende Tätigkeit als Hofmeister kam seiner Reiselust entgegen, denn sie bot ihm die Gelegenheit, das Musikleben Italiens kennenzulernen. Im Alter von 21 Jahren gelangte er schließlich 1662 in die damalige Kulturmetropole Dresden, wo ihm die Stelle des Kapellmeisters am Hofe des kunstfreudigen schlesischen Magnaten Reichsgraf Erdmann I. von Promnitz angeboten wurde. Er reiste stets im Gefolge seines neuen Dienstherrn, sogar in böhmische und ungarische Kriegslager.
Nach dem Tod seines Brotgebers im Jahre 1664 wurde er zunächst Kantor in Triebel, im folgenden Jahr in Sorau. Er gründete eine Familie und verbrachte die nächsten 52 Jahre in emsiger Tätigkeit als Komponist wie auch als Autor musikhistorischer Schriften, die ihm den Respekt der musikalischen Welt ganz Deutschlands eintrugen. Ähnlich wie Johann Kuhnau veröffentlichte er nebenher einige beliebte Musikerromane. Unter Erdmann II. von Promnitz übernahm er erneut die Direktion der Hofkapelle, bis der junge Georg Philipp Telemann 1704 als sein Nachfolger eingesetzt wurde. Dieser erwähnt Printz in seiner 1740 erschienenen Autobiographie. Sein umfangreiches musikalisches Œuvre ist größtenteils verschollen, jedoch bietet seine Historische Beschreibung noch heute brauchbare Informationen zu zeitgenössischen Komponisten.

## Rezeption
Die Exercitationes...Musicalische Wissenschafft und Kunstübungen wurden von Lorenz Christoph Mizler in seiner Musikalischen Bibliothek vorgestellt.

## Schriften (Auswahl)

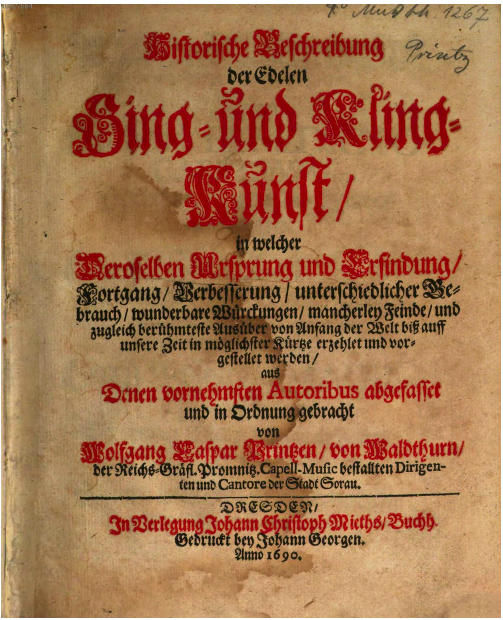
Historische Beschreibung der edelen Sing- und Kling-Kunst (1690)

- Kurtzer Bericht Wie man einen jungen Knaben auf das leichteste nach ietziger Manier könne singen lehren. Dehne, Zittau 1666 (Digitalisat in der Staatsbibliothek zu Berlin).
- Compendium musicae: In quo breviter ac succinctè explicantur et traduntur .... Gruber, Guben 1668 (Digitalisat in der Google-Buchsuche).
- Phrynis...oder satirischer Componist, welcher...die Fehler der ungelehrten...Componisten höflich darstellet. Okels,  Quedlinburg 1676, Okels, Sagan 1677 u.ö. (Band 1 in der Google-Buchsuche; Band 2 in der Google-Buchsuche).
- Exercitationes...Musicalische Wissenschafft und Kunstübungen.  8 Teile. Mieth, Dresden 1687–89 (2. Teil in der Google-Buchsuche).
- Historische Beschreibung der edelen Sing- und Kling-Kunst. Mieth, Dresden 1690 (Digitalisat in der Google-Buchsuche). Nachdruck hrsg. von Othmar Wessely. Graz 1964.
- Musicus vexatus, oder der wohlgeplagte ...lustige Musicus.  Mieth, Dresden 1690. (Digitalisat in der Google-Buchsuche)
- Musicus curiosus, Oder Battalus, der Vorwitzige Musicant: Einer sehr lustigen ... Geschichte vorgestellet von Mimnermo. Mieth, Freiburg 1691 (Digitalisat in der Google-Buchsuche).
- Ausgewählte Werke. (Hrsg.): Helmut K. Krausse. Bd. 1, Die Musikerromane, de Gruyter, Berlin 1974. Bd. 2, Satirische Schriften und Historische Beschreibung der edelen Sing- und Kling-Kunst, de Gruyter, Berlin 1979. Bd. 3, Realien, de Gruyter, Berlin 1993.